# واسكار
واسكار إنكا (بالإسبانية: Huáscar Inca؛ بلغة كيتشوا: Waskar Inka؛ 1503-1532) هو إمبراطور (سابا إنكا) على إمبراطورية الإنكا بين عامي 1527 إلى 1532. وخلف والده واينا كاباك وشقيقه نينان كويوشي، واللذان ماتا الجدري أثناء بقائهما قرب كيتو.

## السيرة
أصل اسمه غير مؤكد. تروي إحدى القصص أن واسكار سمي على سلسلة ذهبية ضخمة صنعت للاحتفال بذكرى مولده. كلمة واسكا Huasca في لغة كيتشوا تعني السلسلة. ولكن والده لم يرى أن «السلسلة» كان اسمًا مناسبًا لأمير، فأضاف حرف الراء إلى نهاية الاسم ليصبح «واسكار». وتقول قصة أخرى أن اسمه أتى من مسقط رأسه وهو واسكارباتا.
الأحداث الفعلية التي أدت إلى خلافة واسكار غير واضحة، حيث أن الروايات كانت متضاربة بسبب التنازع بين الفرق، ولإن المؤرخين الإسبان أخذوا رواياتهم من المنتصرين في الحرب الأهلية التي تلت خلافة واسكار. وهكذا تختلف المصادر على الخلافة رغم أن واينا كاباك قد سمى الرضيع نينان كويوتشي ليكون وريثه الأول، حيث تختلف الروايات فيما إذا مات نينان وهو صبي، أو لم تقبل خلافته لأن النبوءات لم تفضله، أو إذا ما نسي واينا ترشيحه له للخلافة. كما تختلف المصادر مرة أخرى في أمر الوريث، فربما يكون أتاوالبا، وكان أخ هاسكار غير الشقيق، هو الخليفة، أو أن واينا كاباك عين واسكار، أو أن النبلاء هم الذين ساندوا واسكار. أدى هذا الخلاف قبل تولي واسكار العرش وبعدها إلى حرب أهلية، حيث ساند واسكار الفريق الذي كان مقره في كوزكو، بينما تلقى أتاوالبا الدعم من القادة المتمركزين في الشمال مع واينا.
تكلم المؤرخ الإسباني خوان دي بيتانثوس عن طغيان واسكار، لكن روايته للأحداث تعتبر متحيزة جدا، ذلك أن زوجة بيتانثوس، والتي استعان بشهادتها في كثير من الوقائع، كان زوجة أتاوالبا سابقًا. يشرح بيتانثوس كيف أن واسكار كان يأخذ زوجات الأمراء إذا رُقن له. كما استولى على أراضي الإنكا السابقين وأراضي الشمس. ففي مجتمع الإنكا، تبقى أراضي الأموات جزءًا من ملكهم حتى تُعبد أرواحهم. كما كانت تخصص أراضي لعبادة إنتي إله الشمس. وبهذا، فإن الاستيلاء على هذه الأراضي كان يمثل عدم احترامه لديانات الإنكا.
أعلن واسكار الحرب على أتاوالبا، وتحدث بيتانثوس عن المعارك التي قادها كيزكيز (قائد أتاوالبا)، حيث قاد جيشا من 60,000 رجل ضد جيش بنفس العدد يدعمون واسكار. تكلم بيتانثوس أيضا عن دموية حروب الإنكا. حيث عاقب آتاهوالبا قبيلة كاناريس بشدة وانتزع قلوب زعمائها وأجبر أفرادها على أكلها. 
هزم واسكار في معركة تشيمبورازو ومعركة كيبايبان. تم سجن واسكار، وقام قادة آتاوالبا باحتلال كوزكو.:146-149
كانت الحرب الأهلية في تصاعد عند وصول فراتنثيسكو بيثارو، وهو ما ساعده جزئيا في انتصاره. فرغم أنه استفاد في المقام الأول من الفارق التقني، فقد استنزفت جيوش الإنكا بسبب الحرب الأهلية، كما ظهر الانقسام من خلال احتفالات إقليم كوزكو واسكار الموالي لواسكار عند أسر أتاوالبا.
قام أتاوالبا بقتل واسكار حتى لا يقتدي نفسه لدى بيثارو بفدية من الذهب أكبر مما عرضه أتاوالبا.:31